# Oreoselinum nigricans
Oreoselinum nigricans är en flockblommig växtart som beskrevs av Franz Georg Hoffmann. Oreoselinum nigricans ingår i släktet Oreoselinum och familjen flockblommiga växter. Inga underarter finns listade i Catalogue of Life.